# Spoorlijn Mülheim-Styrum - Bochum
De spoorlijn Mülheim-Styrum - Bochum is een Duitse spoorlijn en is als spoorlijn 2291 onder beheer van DB Netze.

## Geschiedenis
Het traject werd door de Bergisch-Märkische Eisenbahn-Gesellschaft (BME) in fases geopend.
- Styrum - Mülheim West: 1881
- Mülheim West - Mülheim Hbf: 1929
- Essen - Bochum: 1 maart 1862

In 1974 werd het ontbrekende gedeelte tussen Mülheim Hbf en Essen als S-Bahn geopend en het gedeelte van Styrum tot Mülheim Hauptbahnhof omgebouwd tot S-Bahn.

## Treindiensten
De NordWestBahn verzorgt het personenvervoer op dit traject met RE treinen.
| Serie | Treinsoort                      | Route                                                                                | Bijzonderheden                                                     |
| ----- | ------------------------------- | ------------------------------------------------------------------------------------ | ------------------------------------------------------------------ |
| RE 14 | Regional-Express (NordWestBahn) | Essen Hbf – Bottrop Hbf – Gladbeck West – Dorsten – Hervest-Dorsten – Borken (Westf) | Der Borkener Zondagmorgen 1x per twee uur tussen Dorsten en Borken |

### S-Bahn Rhein-Ruhr
Op het traject rijdt de S-Bahn Rhein-Ruhr de volgende routes:
| Serie | Treinsoort            | Route | Bijzonderheden |
| ----- | --------------------- | --- | -------------- |
| S 1   | S-Bahn (DB Regio NRW) | Solingen Hbf – Düsseldorf Hbf – Düsseldorf Luchthaven – Duisburg Hbf – Mülheim (Ruhr) Hbf – Essen Hbf – Bochum Hbf – Dortmund Hbf   |                |
| S 3   | S-Bahn (DB Regio NRW) | Oberhausen Hbf – Mülheim (Ruhr) Hbf – Essen Hbf – Hattingen (Ruhr) Mitte                                                            |                |
| S 9   | S-Bahn (DB Regio NRW) | Haltern am See – Marl Mitte – Bottrop Hbf – Essen Hbf – Essen-Kupferdreh – Velbert-Langenberg – Wuppertal-Vohwinkel – Wuppertal Hbf |                |

## Aansluitingen
In de volgende plaatsen is of was er een aansluiting op de volgende spoorlijnen:
Mülheim (Ruhr)-Styrum
DB 2183, spoorlijn tussen Mülheim-Styrum en Oberhausen
DB 2184, spoorlijn tussen Mülheim-Styrum en Duisburg
DB 2185, spoorlijn tussen Kettwig en Mülheim-Styrum
DB 2187, spoorlijn tussen Mülheim-Styrum W10 en W4
DB 2188, spoorlijn tussen Alstaden en Mülheim-Styrum
DB 2290, spoorlijn tussen Mülheim-Styrum en Duisburg
DB 2300, spoorlijn tussen Duisburg-Ruhrort en Essen
Mülheim (Ruhr) West
DB 85, spoorlijn tussen aansluiting Ruhrbrücke en Mülheim BM
Mülheim (Ruhr) Hauptbahnhof
DB 2300, spoorlijn tussen Duisburg-Ruhrort en Essen
DB 2505, spoorlijn tussen Krefeld en Bochum
Essen-Frohnhausen
DB 2280, spoorlijn tussen aansluiting Walzwerk en Essen West
Essen West
DB 2181, spoorlijn tussen Mülheim-Heißen en Essen West
DB 2186, spoorlijn tussen aansluiting Borbeck Süd en Essen West
DB 2280, spoorlijn tussen aansluiting Walzwerk en Essen West
DB 2300, spoorlijn tussen Duisburg-Ruhrort en Essen
Essen Hauptbahnhof
DB 2160, spoorlijn tussen Essen en Bochum
DB 2161, spoorlijn tussen Essen-Werden en Essen Hauptbahnhof
DB 2163, spoorlijn tussen Essen Hauptbahnhof en Essen-Kray Nord
DB 2164, spoorlijn tussen Essen Hauptbahnhof en aansluiting Essen-Kray Süd
DB 2169, spoorlijn tussen Essen Hauptbahnhof en Essen-Steele
DB 2172, spoorlijn tussen Essen en Gelsenkirchen Zoo
DB 2175, spoorlijn tussen Essen Hbf W10 en W184
DB 2300, spoorlijn tussen Duisburg-Ruhrort en Essen
Essen-Steele
DB 2169, spoorlijn tussen Essen Hauptbahnhof en Essen-Steele
DB 2193, spoorlijn tussen aansluiting Essen-Steele Ost Bez Ruhrbrücke en Essen-Steele
DB 2195, spoorlijn tussen Essen-Steele W107 en W79
Essen-Steele Ost
DB 2165, spoorlijn tussen Essen-Überruhr en Bochum-Langendreer
DB 2166, spoorlijn tussen Essen-Steele Ost W81 en W92
DB 2195, spoorlijn tussen Essen-Steele W107 en W79
Bochum Süd
DB 2150, spoorlijn tussen Bochum Hauptbahnhof en aansluiting Prinz von Preußen
DB 2153, spoorlijn tussen Bochum en aansluiting Nordstern
Bochum Hauptbahnhof
DB 2150, spoorlijn tussen Bochum Hauptbahnhof en aansluiting Prinz von Preußen
DB 2158, spoorlijn tussen Bochum en Dortmund
DB 2160, spoorlijn tussen Essen en Bochum
DB 2190, spoorlijn tussen Bochum en Dortmund

## Elektrificatie
Het traject werd tussen 1957 en 1974 in gedeeltes geëlektrificeerd met een wisselspanning van 15.000 volt 16⅔ Hz.